# Соммерсби
«Соммерсби» (англ. Sommersby) — кинофильм совместного производства США и Франции режиссёра Джона Эмиела. Фильм является ремейком французского фильма «Возвращение Мартина Герра», снятого по подлинной истории Мартена Герра, авантюриста XVI века.

## Сюжет
После окончания гражданской войны в США Джек Соммерсби (Ричард Гир), считавшийся погибшим, возвращается домой на ферму. Все встречают его радостно, кроме самых близких: жены Лорэл (Джоди Фостер), сына и собаки.
Раньше миссис Соммерсби совсем не любила мужа, но Джек вернулся абсолютно другим и Лорэл влюбляется в этого «нового» Джека. Пара ждёт ребёнка, но семейная идиллия нарушается обвинением Джека Соммерсби в убийстве, совершённом ещё до войны. Миссис Соммерсби, желая его спасти, решает, сама того достоверно не зная, рассказать всем, что Джек на самом деле не её муж, а другой человек, тем самым спасая его от смертной казни. Но тут появляется вопрос: а кем тогда был этот человек в прошлой жизни и что заставило его прикинуться на самом деле убитым Джеком?
В конце Джек рассказывает Лорэл о своём истинном прошлом, но он предпочитает быть осуждённым как Джек Соммерсби, чтобы миссис Соммерсби могла сохранить свою ферму.

## В ролях
- Ричард Гир — Джон Роберт «Джек» Соммерсби
- Джоди Фостер — Лорэл Соммерсби
- Билл Пуллман — Орин Мичем
- Уильям Уиндом ― преподобный Пауэлл
- Джеймс Эрл Джонс — судья Айзекс
- Мори Чайкин — юрист Доусон
- Ричард Хэмилтон — доктор Эванс
- Кларисса Тэйлор — Эстер
- Фрэнки Фэйсон — Джозеф
- Ли Эрми — Дик Мид
- Рэй Маккиннон — юрист Уэбб
- Лэнни Флаэрти — Бак
- Уенделл Веллман — Трэвис
- Пол Остин — куклуксклановец Фолсом

## Прием

### Кассовые сборы
Фильм имел хорошие кассовые сборы, собрав более 50 миллионов долларов в США и Канаде и 90 миллионов долларов на других рынках, при этом мировые сборы составили 140 миллионов долларов при бюджете в 30.

### Отзывы
Соммерсби получил в целом положительные отзывы критиков. На Rotten Tomatoes рейтинг одобрения фильма составляет 63 % на основе 27 обзоров со средней оценкой 6/10. Консенсус сайта гласит: «Соммерсби в целом не является увлекательной для зрителя загадкой, но солидная актёрская работа Джоди Фостер и Ричарда Гира создаёт захватывающую романтическую историю». Критики высоко оценили игру и химию[что?] двух главных героев, Гира и Фостер, но раскритиковали концовку фильма.